# Município de Byrd (condado de Brown, Ohio)
Localização do Ohio nos E.U.A.
O município de Byrd (em inglês: Byrd Township) é um local localizado no condado de Brown no estado estadounidense de Ohio. No ano 2010 tinha uma população de 739 habitantes e uma densidade populacional de 11,27 pessoas por km².

## Geografia
O município de Byrd encontra-se localizado nas coordenadas 38° 48′ 24″ N, 83° 43′ 49″ O. Segundo a Departamento do Censo dos Estados Unidos, o município tem uma superfície total de 65.56 km², da qual 65,54 km² correspondem a terra firme e (0,02 %) 0,02 km² é água.

## Demografia
Segundo o censo de 2010, tinha 739 pessoas residindo no município de Byrd. A densidade de população era de 11,27 hab./km².